# گرجستان در المپیک تابستانی ۲۰۲۴
کاروان المپیکی گرجستان، یکی از کاروان‌های شرکت‌کننده در بازی‌های المپیک تابستانی ۲۰۲۴ بود. این دوره از بازی‌ها از ۲۶ ژوئیه تا ۱۱ اوت ۲۰۲۴ (۵ تا ۲۱ امرداد ۱۴۰۳ خورشیدی) به میزبانی پاریس، پایتخت فرانسه برگزار شد. این حضور، هشتمین حضور کاروان المپیکی گرجستان در دوران پساشوروی در بازی‌های المپیک بود.
گورام توشیشویلی، جودوکای گرجستانی، پس از ارتکاب رفتار غیرورزشی در برابر تدی رینر فرانسوی، دیسکالیفه شد و محرومیت‌هایی نیز متوجه وی در مسابقات پیشِ رو خواهد شد.
پتریاشویلی، کشتی‌گیر وزن ۱۲۵ کیلوگرم آزاد مردان، در دیدار فینال در برابر امیرحسین زارع، ۱۰-۹ موفق به پیروزی شد و مدال طلا را به گردن آویخت. او پس از پیروزی، رو به زارع بر سر خود تاج گذاشت که با واکنش منفی از سوی ایرانیان مواجه شد. پیشتر در قهرمانی کشتی جهان ۲۰۲۳، او در دیدار نهایی مسابقه را به زارع باخته بود.

## مدال‌آوران
| مدال | نام               | ورزش        | رویداد                 | تاریخ    |
| ---- | ----------------- | ----------- | ---------------------- | -------- |
| طلا  | لاشا بکوری        | جودو        | ۹۰ کیلوگرم مردان       | ۳۱ ژوئیه |
| طلا  | گنو پتریاشویلی    | کشتی        | ۱۲۵ کیلوگرم آزاد مردان | ۱۰ اوت   |
| طلا  | لاشا تالاخادزه    | وزنه برداری | ۱۰۲ کیلوگرم مردان      | ۱۱ اوت   |
| نقره | تاتو گریگالاشویلی | جودو        | ۸۱ کیلوگرم مردان       | ۳۰ ژوئیه |
| نقره | ایلیا سولامانیدزه | جودو        | ۱۰۰ کیلوگرم مردان      | ۱ اوت    |
| نقره | گیوی ماچاراشویلی  | کشتی        | ۹۷ کیلوگرم آزاد مردان  | ۱۱ اوت   |
| برنز | لاشا گورولی       | بوکس        | سبک‌وزن مردان           | ۴ اوت    |

## شرکت‌کنندگان
ورزشکاران گرجی در رشته‌های زیر به رقابت پرداختند.
| ورزش        | مردان | زنان | کل |
| ----------- | ----- | ---- | -- |
| دو و میدانی | ۰     | ۱    | ۱  |
| بوکس        | ۲     | ۰    | ۲  |
| شمشیربازی   | ۱     | ۰    | ۱  |
| جودو        | ۷     | ۳    | ۱۰ |
| ژیمناستیک   | ۰     | ۱    | ۱  |
| تیراندازی   | ۰     | ۱    | ۱  |
| شنا         | ۱     | ۱    | ۲  |
| وزنه‌برداری  | ۳     | ۰    | ۳  |
| کشتی        | ۷     | ۰    | ۷  |
| کل          | ۲۱    | ۷    | ۲۸ |